# AFAS Stadion (Alkmaar)
Das AFAS Stadion ist ein Fußballstadion im Südosten der niederländischen Stadt Alkmaar, Provinz Nordholland, direkt an der N9. In der vereinseigenen Fußballarena trägt der Fußballclub AZ Alkmaar seine Heimspiele aus. Sie ersetzte das Alkmaarderhout, in der der AZ von 1949 bis 2006 beheimatet war.

## Geschichte
Das Stadion wurde am 4. August 2006 nach rund anderthalbjähriger Bauzeit eröffnet. Das erste Match im neuen Stadion, ein Freundschaftsspiel gegen den FC Arsenal, verlor Alkmaar mit 0:3. Das Stadion bietet 19.478 Sitzplätze, bei Bedarf kann das Stadion jedoch auf 30.000 Sitzplätze erweitert werden. Die Gesamtkosten betrugen 38 Mio. Euro. Die Pläne stammen vom Architektenbüro Zwarts & Jansma Architects, das bereits mehrere neue Stadien in den Niederlanden geplant hat. Für die Spielfläche wurde eine Mischung aus Roll- und Kunstrasen verwendet. Der Stadionbau wurde wesentlich von Dirk Scheringa, dem Gründer und Eigentümer der DSB Bank finanziert.
Im Oktober 2009 ging die DSB Bank pleite und wurde von der niederländischen Zentralbank De Nederlandsche Bank übernommen. Am 4. November entfernte man den Schriftzug DSB Stadion von der Spielstätte. Seitdem hieß das Stadion AZ-Stadion. Im August 2010 wurde bekannt, dass die Firma AFAS ERP Software der neue Hauptsponsor des Vereins wird. Neben der Trikotwerbung für drei Jahre wird auch das Stadion für mindestens fünf Jahre in AFAS Stadion umbenannt.
Am 12. April 2017 kaufte AZ Alkmaar das Stadion vom bisherigen Besitzer Stadion Alkmaar Beheer BV. Zur Vereinbarung gehört neben der Spielstätte der Platz vor der Fußballarena sowie die umliegenden Parkplatzflächen P1 bis P7.

### Brand im Stadion
Während des Spiels AZ gegen die griechische Mannschaft von Atromitos Athen am 29. August 2013 in der Playoff-Runde zur UEFA Europa League 2013/14 brach im Dach des Stadions ein Feuer aus. Die Partie wurde in der 59. Minute beim Stand von 0:1 zunächst unterbrochen und später zur Evakuierung wegen der starken Rauchentwicklung abgebrochen. Grund dafür war ein Kurzschluss in der Flutlichtanlage. Die Feuerwehr brachte den Brand unter Kontrolle und es wurde niemand verletzt. Die restliche Spielzeit wurde am darauffolgenden Vormittag nachgeholt.

### Dacheinsturz
Am 10. August 2019 stürzten Teile des Stadiondachs auf die Ränge der Gegengerade. Die Spielstätte war leer und es kam niemand zu Schaden. Es wird vermutet, dass starke Windböen den Einsturz verursachten. In einer Meldung gab der AZ Alkmaar an, die Ursache des Unglücks zu untersuchen. 2011 kamen in den Niederlanden bei einem teilweisen Dacheinsturz bei Bauarbeiten im De Grolsch Veste des FC Twente Enschede zwei Menschen ums Leben und 14 weitere wurden verletzt. Gegenwärtig ist das Stadion gesperrt. In den nächsten Tagen werden Experten die Unfallstelle untersuchen. Der AZ wird sich mit den Behörden beraten, um einen oder mehrere Ausweichspielorte für die nächsten Heimpartien zu finden. Die beiden Heimspiele gegen den FK Mariupol aus der Ukraine (Qualifikation zur UEFA Europa League 2019/20) am 15. August und drei Tage später in der Liga gegen den FC Groningen fanden im rund 75 Kilometer entfernten Cars Jeans Stadion des ADO Den Haag statt. Ein erster Grund für den Einsturz wurde gefunden. Zu leichte Schweißverbindungen der Stahlkonstruktion wurden ausgemacht. Aus diesem Grund bleibt das AFAS Stadion, bis auf das Bürogebäude an der Haupttribüne, auf unbestimmte Zeit geschlossen und der AZ muss weiterhin seine Partien in Ausweichstadien austragen. Wie der Verein berichtet, hat der Onderzoeksraad voor Veiligheid bei den Untersuchungen zwei Risse und zwei verdächtige Stellen im unversehrten Bereich der Stahlkonstruktion entdeckt. Dies musste nun an der gesamten Überdachung geprüft werden. Ein Zwischenbericht wurde für Ende August erwartet. Mit ihm soll ein Plan zur Sanierung des Dachs erstellt werden. Experten gehen davon aus, dass es ein Jahr dauern könnte, bis die Heimat des AZ wieder einsatzbereit ist. Eine feste Ausweichstätte wurde bisher noch nicht gefunden. Das folgende Heimspiel zur UEFA Europa League gegen die Belgier von Royal Antwerpen (1:1) wurde am 22. August in De Grolsch Veste in Enschede ausgetragen. Am 30. August wurde eine erste Bilanz der Untersuchungen von Erik Middelkoop, Direktor des Ingenieurbüros, das vom Verein mit der Untersuchung beauftragt wurde, auf einer Pressekonferenz bekanntgegeben. Demzufolge seien Verbindungsteile für das Dach mangelhaft gewesen. In der Konstruktion fehlten Verstärkungen, die Schweißnähte waren zu schwach und starke Windströme wurden nicht berücksichtigt. Das Dach sei bereits durch frühere Stürme geschwächt gewesen. Diese Planungsfehler in Kombination mit dem starken Sturm am 10. August führten wohl zum Einsturz. Darüber hinaus wurden weitere Baufehler an anderen Gebäudeteilen gefunden. Die auf dem Dach verbauten Solarmodule hatten wiederum keinen Einfluss auf das Unglück. Der AZ wird das Dach nicht sanieren, sondern komplett erneuern lassen. Der Club ist weiterhin auf der Suche nach einer festen Spielstätte für die Eredivisie. Die Heimspiele der UEFA Europa League will man im Stadion von ADO in Den Haag bestreiten. Am 2. September 2019 hatte der Club für die Übergangszeit eine vorläufige Spielstätte gefunden. Neben den Partien der Europa League wird AZ auch seine Ligaheimspiele in Den Haag austragen.
Mitte Oktober ist die Demontage des Dachs weit fortgeschritten. Der Club möchte im Dezember des Jahres wieder in ihrer, dann unüberdachten, Heimarena antreten. Bis zum Ende der Saison 2019/20 soll dieser Zustand anhalten. Seit dem Kauf des Stadions im Jahr 2017 plant der AZ einen Ausbau des Stadions. Die Stadt schreibt pro fünf Besucher einen Parkplatz vor. Derzeit sind dies bei rund 17.000 Zuschauern insgesamt 3400 Parkplätze. Bei einer Erweiterung auf 22.000 Plätze müssten 1000 neue Stellplätze angelegt werden. Ein gleichzeitiger Ausbau mit der Errichtung des neuen Dachs böte sich an. Momentan ist der Club in Gesprächen mit Zwarts & Jansma Architects über die Möglichkeiten. Konkret zur Zukunft der Fußballarena hat sich der AZ bisher noch nicht geäußert. Mit genaueren Angaben ist erst in einigen Monaten zu rechnen. Ende November ist der Abbau der Dachkonstruktion abgeschlossen. Das Heimspiel am 1. Dezember wird man noch in Den Haag austragen. Die folgende Partie am 15. Dezember gegen Ajax Amsterdam sollte wieder im heimischen AFAS Stadion stattfinden.
Auf dem Neujahrsempfang des Clubs gab der General Manager Robert Eenhoorn bekannt, dass das Stadion zur Saison 2020/21 wieder über ein Dach verfügen sollte. Die Arbeiten sollten in der Sommerpause durchgeführt werden. Mittelfristig soll die Spielstätte durch den Ausbau von zwei Tribünen erweitert werden. Ein zweiter Rang komme aber nicht in Frage. Zunächst hat die neue Überdachung Priorität in den Planungen des AZ Alkmaar.
Am 22. Mai 2020 wurden vom Club die von Zwarts & Jansma Architects entworfenen Pläne für das neue Dach veröffentlicht. Über der Haupttribüne soll ein Bogen aus Stahl die Überdachung halten. Auf der Gegengerade und den Hintertortribünen halten 20 freitragenden Stahlpfeilern, ähnlich denen am Mönchengladbacher Borussia-Park, die Konstruktion. Diese fällt aber in der Struktur massiver und stabiler als zuvor aus. Das neue Dach ragt vier Meter weiter in die Mitte. Um dem Spielfeldrasen an den Ränder genügend Sonnenlicht zu verschaffen, sind Teile der Deckung transparent. Die Dächer der beiden Ränge hinter den Toren sind in der Höhe an die Gegentribüne angeglichen. Dies böte Platz für eine zukünftige Erweiterung des AFAS-Stadions. Das neue LED-Flutlicht ist an der inneren Dachkante, statt auf Masten, montiert, um die nächtliche Lichtverschmutzung zu reduzieren. Durch das Spielverbot bis zum September des Jahres hatte das ausführende Unternehmen BAM Bouw en Techniek einen größeren Zeitraum ohne Einschränkungen. Danach wurden die Arbeiten im laufenden Spielbetrieb fortgesetzt.
Am 30. Juli 2020 wurde das erste Bauteil des zukünftigen Dachbogens über der Haupttribüne mit einem Spezialtransport geliefert. Damit begann der Bau der neuen Überdachung. Allein die 170 Meter lange und 17 Meter hohe Stahlkonstruktion wiegt 2400 Tonnen. Als sie fertiggestellt waren, wurden sie auf den neuen Stützen in den Ecken der Westtribüne gehoben und montiert. Die Ecken wurden abgebaut, um Platz für das Fundament und die Pfeiler der neuen Überdachung zu schaffen. Die Büroräume in der Nordecke wurden abgerissen, danach folgten die Büros der Südecke. Da die neuen Fundamente außerhalb des Stadions liegen, gab es am Stadion nur kleinere strukturelle Veränderungen. Die obersten Sitzreihen auf den Hintertortribünen wurden entfernt, so haben die Ränge die gleiche Höhe. An den Ecken im Osten wurden weitere Sitzreihen zugefügt. Es wurden weitere Reihen hinzugefügt, wodurch alle Südost-Nord-Abschnitte auf die gleiche Höhe von 32 Reihen gebracht wurden. Der mittlere Ost-Abschnitt war noch erheblich höher.
Im Sommer 2021 wurden die Bauarbeiten für das neue Dach abgeschlossen. Am 31. Juli traf der AZ zu einem Testspiel im AFAS Stadion auf den spanischen Club Real Sociedad San Sebastián und gewann mit 1:0. In den Ecken wurden sechs zusätzliche Reihen geschaffen. Nach rund zwei Jahren besitzt die Heimat von AZ wieder ein komplettes Dach. Jetzt bietet das AFAS Stadion 19.478 statt vorher 17.250 Plätze. Auch die Beleuchtung und Akustik wurde im Stadion verbessert. Dies kostete etwa 2,5 Mio. Euro. Insgesamt kosteten die Baumaßnahmen rund 25 Mio. Euro.

## Galerie

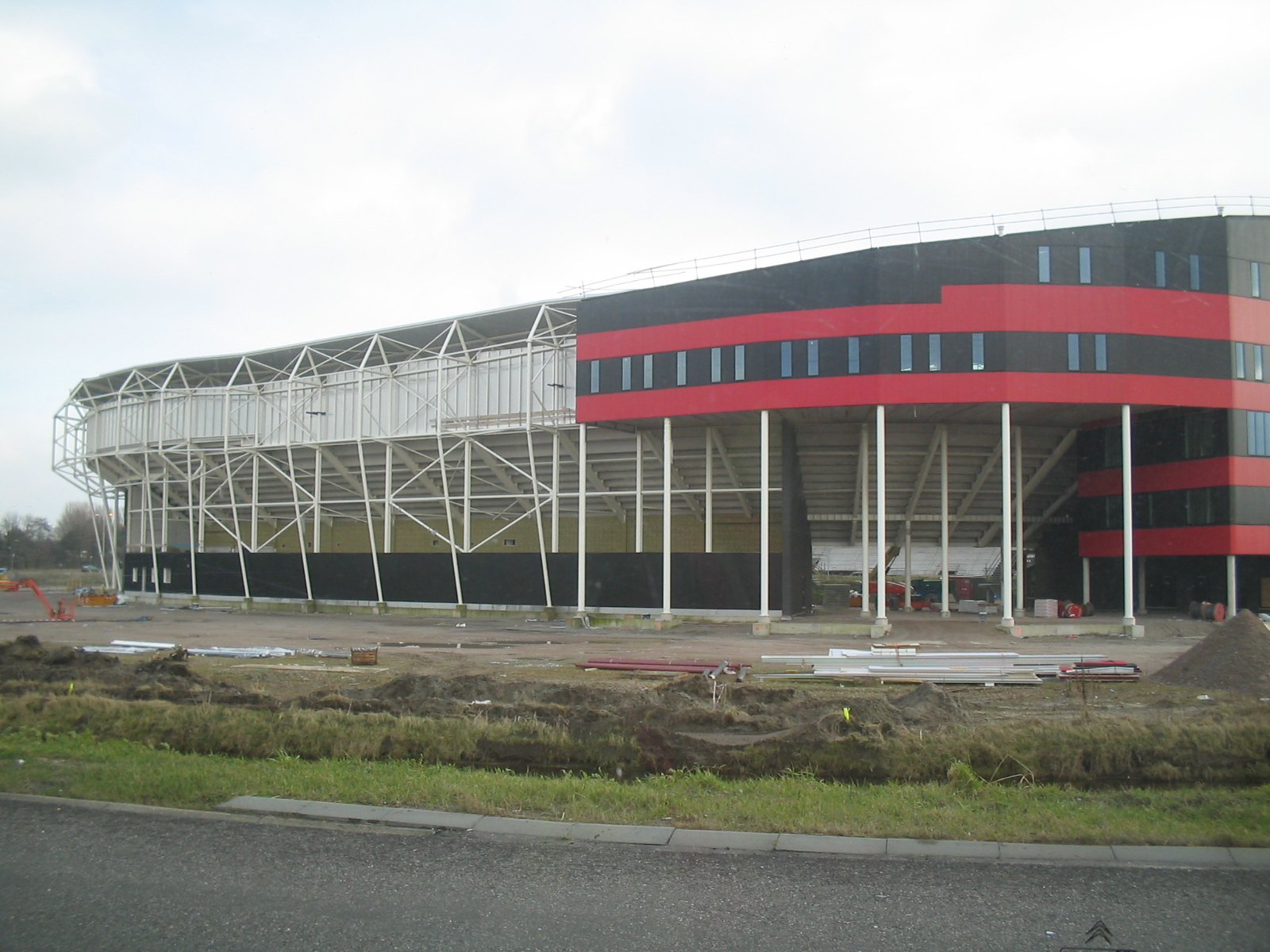
AFAS Stadion während der Bauphase, Februar 2006
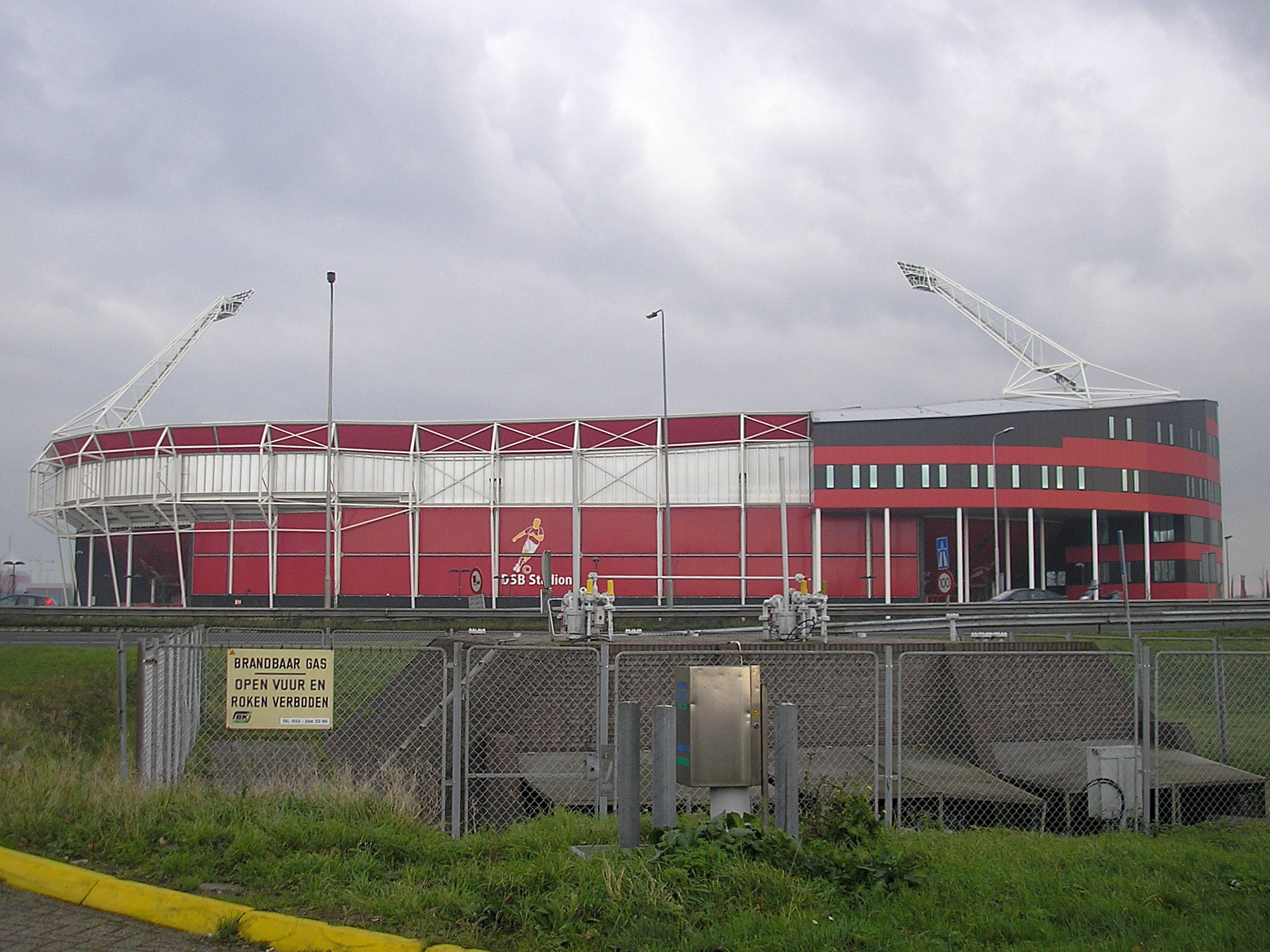
Seitenansicht des AFAS Stadions, November 2007